# التغلب على الماضي

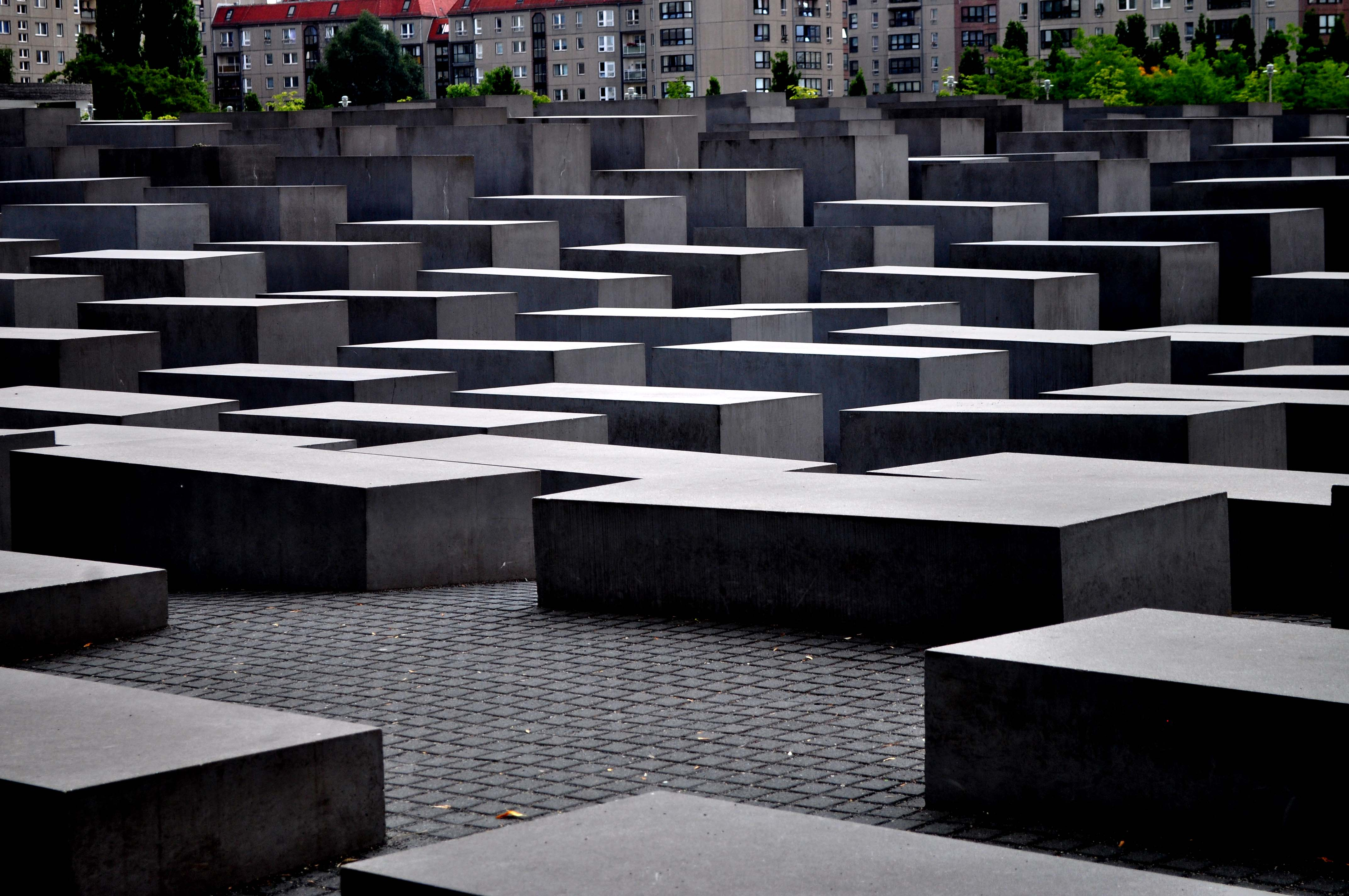
نصب تذكاري للهولوكوست في وسط برلين

تتميز ألمانيا الموحدة اليوم بالرمادي الداكن. تظهر الأراضي الألمانية السابقة المفقودة في الحربين العالميتين باللون الأسود على خريطة عام 1914.

التغلب على الماضي أو Vergangenheitsbewältigung   («الكفاح من أجل التغلب على [السلبيات من الماضي» أو «العمل من خلال الماضي»)  هو مصطلح ألماني يصف العمليات التي أصبحت منذ أواخر القرن العشرين أساسية في دراسة المجتمع والثقافة والأدب الألماني ما بعد 1945.
يعرّف قاموس دودن الألماني Vergangenheitsbewältigung بأنه «نقاش عام داخل بلد ما حول فترة إشكالية من تاريخه الحديث - في ألمانيا حول الاشتراكية القومية (النازية)، على وجه الخصوص»  - حيث يشير مصطلح «الإشكالية» إلى الأحداث الصادمة التي تثير أسئلة حساسة حول الذنب الجماعي. في ألمانيا يشير المصطلح إلى الندم على تورط الألمان في جرائم الحرب في فيرماخت والمحرقة وما يتصل بها من أحداث أوائل ومنتصف القرن العشرين، بما في ذلك الحرب العالمية الثانية. في هذا المعنى، يمكن للكلمة أن تشير إلى العملية النفسية لنزع السلاح. مع استيعاب جمهورية ألمانيا الاتحادية الحالية لألمانيا الشرقية منذ عام 1990 وسقوط الاتحاد السوفيتي في عام 1991، يمكن أن يشير Vergangenheitsbewältigung أيضًا إلى التعامل مع التجاوزات وانتهاكات حقوق الإنسان المرتبطة بتلك الدولة الشيوعية السابقة.

## التطور التاريخي
يصف Vergangenheitsbewältigung محاولة لتحليل الماضي وهضمه وتعلمه، ولا سيما الهولوكوست. ينصب التركيز على التعلم بروح الملاحظة التي أوردها الفيلسوف جورج سانتايانا والتي تقول «إن أولئك الذين ينسون الماضي محكوم عليهم بتكراره». وهو مصطلح تقني يستخدم أيضًا باللغة الإنجليزية تم صياغته بعد عام 1945 في ألمانيا الغربية، ويتعلق بشكل خاص بالفظائع المرتكبة خلال فترة حكم الرايخ الثالث، عندما كان أدولف هتلر على راس السلطة في ألمانيا، وكذلك لكل من المخاوف التاريخية والمعاصرة بشأن التسوية الشاملة. لذلك فإن المصطلح يتناول في الحال المسؤولية الملموسة للدولة الألمانية (تتحمل ألمانيا الغربية الالتزامات القانونية للرايخ).

### بعد اجتثاث النازية
تاريخيا، غالبًا ما يُنظر إلى Vergangenheitsbewältigung على أنها «الخطوة التالية» المنطقية بعد عملية اجتثاث النازية. يعود تاريخه إلى أواخر الخمسينيات وأوائل الستينيات، وهي الفترة التي أصبح فيها عمل Wiederaufbau (إعادة الإعمار) أقل إلحاحًا. بعد استبدال المؤسسات وهياكل السلطة للنازية، كان هدف الألمان الليبراليين هو التعامل مع الذنب التاريخي الحديث. تتميز Vergangenheitsbewältigung جزئيًا بالتعلم من الماضي. وهذا يشمل الاعتراف بصدق أن هذا الماضي كان موجودًا بالفعل، ومحاولة تصحيح الأخطاء التي ارتكبت فيه، ومحاولة الانتقال من ذلك الماضي إلى أبعد ما يمكن منه.